# Fontenay (Seine-Maritime)
Pour les articles homonymes, voir Fontenay.
Fontenay est une commune française située dans le département de la Seine-Maritime en région Normandie.

## Géographie

### Localisation
| Cauville-sur-Mer  | Mannevillette |               |
| Octeville-sur-Mer | Fontenay      | Rolleville    |
| Montivilliers     | Montivilliers | Montivilliers |

Cette commune est située sur la rive droite de la Seine, à une quinzaine de kilomètres du Havre, dans le canton d'Octeville-sur-Mer.
En 2006, la commune a obtenu avec grande satisfaction le « prix d'honneur » au Concours des villes et villages fleuris.

### Hydrographie
La commune est située dans le bassin Seine-Normandie. Elle est drainée par le Ru de la Clinarderie,.

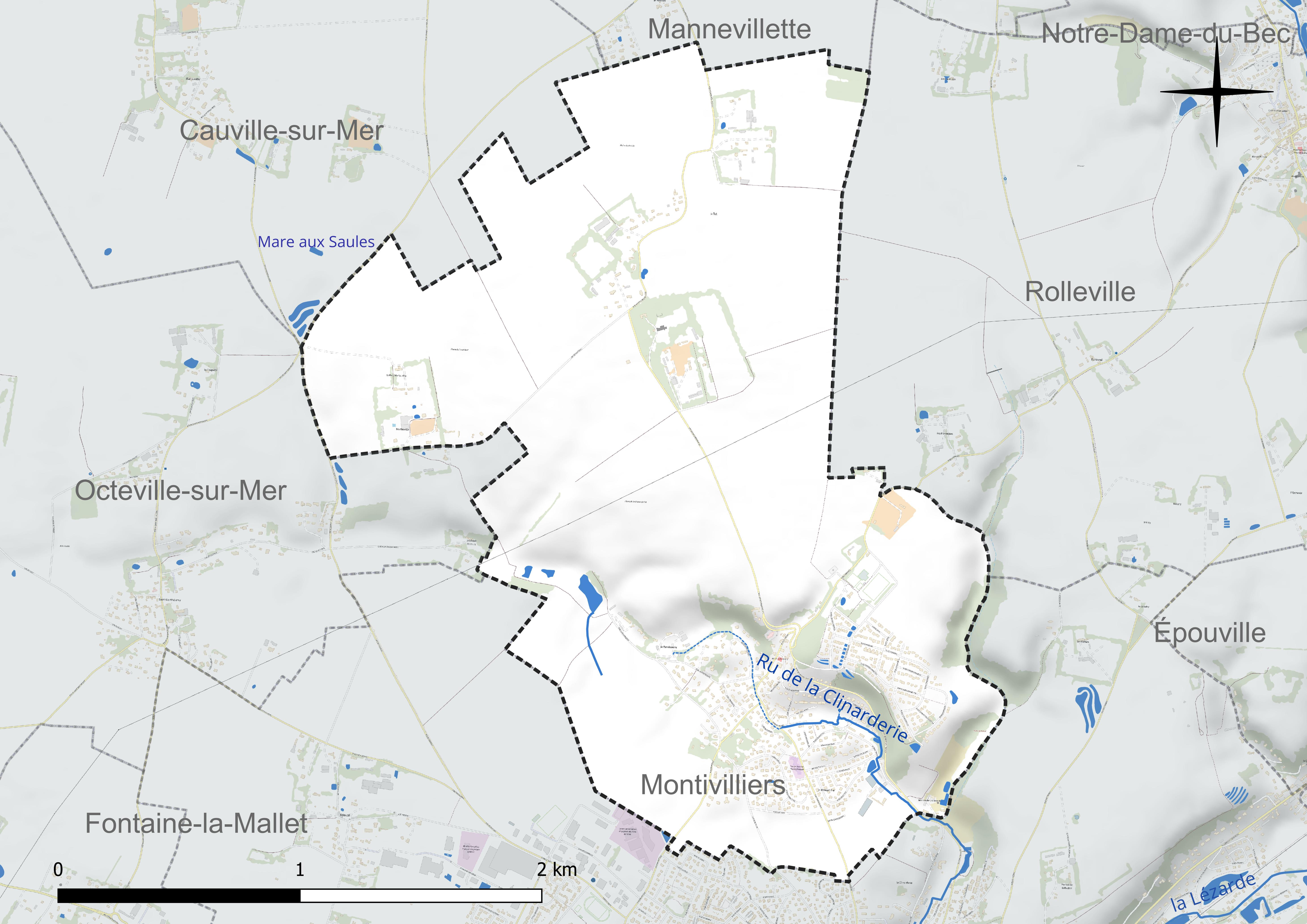
Réseau hydrographique de Fontenay.

### Climat
Pour des articles plus généraux, voir Climat de la Normandie et Climat de la Seine-Maritime.
En 2010, le climat de la commune est de type climat océanique franc, selon une étude du CNRS s'appuyant sur une série de données couvrant la période 1971-2000. En 2020, Météo-France publie une typologie des climats de la France métropolitaine dans laquelle la commune est exposée à un climat océanique et est dans la région climatique Côtes de la Manche orientale, caractérisée par un faible ensoleillement (1 550 h/an) ; forte humidité de l’air (plus de 20 h/jour avec humidité relative > 80 % en hiver), vents forts fréquents. Parallèlement le GIEC normand, un groupe régional d’experts sur le climat, différencie quant à lui, dans une étude de 2020, trois grands types de climats pour la région Normandie, nuancés à une échelle plus fine par les facteurs géographiques locaux. La commune est, selon ce zonage, exposée à un « climat maritime », correspondant au Pays de Caux, frais, humide et pluvieux, légèrement plus frais que dans le Cotentin.
Pour la période 1971-2000, la température annuelle moyenne est de 10,4 °C, avec une amplitude thermique annuelle de 13,1 °C. Le cumul annuel moyen de précipitations est de 894 mm, avec 12,9 jours de précipitations en janvier et 8,3 jours en juillet. Pour la période 1991-2020, la température moyenne annuelle observée sur la station météorologique la plus proche, située sur la commune de Octeville-sur-Mer à 5 km à vol d'oiseau, est de 11,5 °C et le cumul annuel moyen de précipitations est de 790,7 mm,. Pour l'avenir, les paramètres climatiques de la commune estimés pour 2050 selon différents scénarios d'émission de gaz à effet de serre sont consultables sur un site dédié publié par Météo-France en novembre 2022.

## Urbanisme

### Typologie
Au 1er janvier 2024, Fontenay est catégorisée ceinture urbaine, selon la nouvelle grille communale de densité à sept niveaux définie par l'Insee en 2022.
Elle appartient à l'unité urbaine du Havre, une agglomération intra-départementale regroupant 18  communes, dont elle est une commune de la banlieue,,. Par ailleurs la commune fait partie de l'aire d'attraction du Havre, dont elle est une commune de la couronne,. Cette aire, qui regroupe 116 communes, est catégorisée dans les aires de 200 000 à moins de 700 000 habitants,.

### Occupation des sols
L'occupation des sols de la commune, telle qu'elle ressort de la base de données européenne d’occupation biophysique des sols Corine Land Cover (CLC), est marquée par l'importance des territoires agricoles (88,5 % en 2018), en diminution par rapport à 1990 (92 %). La répartition détaillée en 2018 est la suivante : 
terres arables (64 %), prairies (24,5 %), zones urbanisées (11,3 %), zones industrielles ou commerciales et réseaux de communication (0,2 %). L'évolution de l’occupation des sols de la commune et de ses infrastructures peut être observée sur les différentes représentations cartographiques du territoire : la carte de Cassini (XVIIIe siècle), la carte d'état-major (1820-1866) et les cartes ou photos aériennes de l'IGN pour la période actuelle (1950 à aujourd'hui).

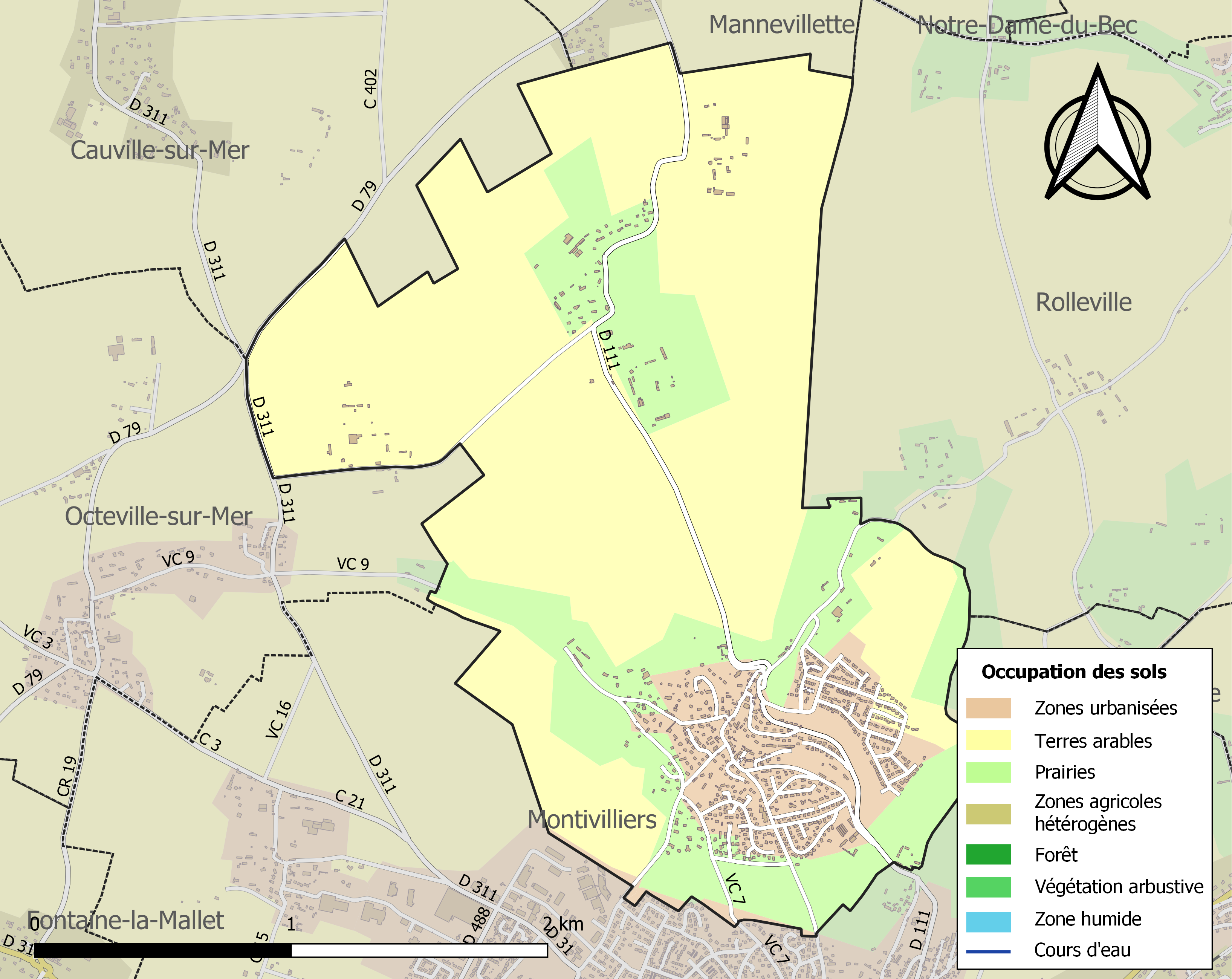
Carte des infrastructures et de l'occupation des sols de la commune en 2018 (CLC).

## Toponymie
Le nom de la localité est attesté sous les formes latinisées Apud Fontenei unum feodum et Fontenetum dimidium militum qui sont relevés aux environs de 1210.
C'est la présence de nombreuses sources et fontaines qui a donné son nom au village ainsi qu'une jolie devise : « La source coule toujours ».

## Histoire
Dès 1203, l’église appartient à l’abbaye de Montivilliers et fait partie de son exemption. Les DE BEAUNAY, seigneur de Fontenay, portent le nom d’une terre voisine d’Auffay, donnée en 913 à un compagnon de Rollon, Angosth, qui lègue cette terre à l’abbaye de Fécamp. Un Jehan DE BEAUNAY est en 1055 aux côtés de Guillaume le Bâtard à la bataille de Mortemer. Compromis par leur soutien à Charles le Mauvais au début de la guerre de Cent Ans, les BEAUNAY sont dépossédés de leur domaine. Ils se replient alors sur les fiefs du Tôt sur la Mer, à Octeville, et de Fresnay le Tôt (plus tard Le Tôt), à Fontenay. Ce dernier fief devient le siège de leur maison. Deux membres de la famille, ralliés à Henri IV, sont décapités en 1589 par les ligueurs. Au XVIIIe siècle, Louis DE BEAUNAY est conseiller au parlement de Normandie et succède au duc de Saint-Aignan comme président de la noblesse. Le dernier représentant de la famille 1742-1835 est le maire de la commune de juillet 1813 à décembre 1828.

## Politique et administration
| Période                                  | Période                    | Identité                          | Étiquette | Qualité  |
| ---------------------------------------- | -------------------------- | --------------------------------- | --------- | -------- |
| Les données manquantes sont à compléter. |                            |                                   |           |          |
|                                          |                            | Georges Théodore Frédéric Perquer |           | Armateur |
| 1983                                     | mars 2008                  | Yves Legrand                      |           |          |
| mars 2008                                | 2014                       | Claude Bourdier                   |           |          |
| 2014                                     | mai 2020                   | Bernard Lecarpentier              | DVD       |          |
| juillet 2020                             | En cours (au 10 août 2020) | Marie-Catherine Grzelczyk         |           |          |

## Démographie
L'évolution du nombre d'habitants est connue à travers les recensements de la population effectués dans la commune depuis 1793. Pour les communes de moins de 10 000 habitants, une enquête de recensement portant sur toute la population est réalisée tous les cinq ans, les populations de référence des années intermédiaires étant quant à elles estimées par interpolation ou extrapolation. Pour la commune, le premier recensement exhaustif entrant dans le cadre du nouveau dispositif a été réalisé en 2004.

En 2022, la commune comptait 1 783 habitants, en évolution de +62,09 % par rapport à 2016 (Seine-Maritime : +0,35 %, France hors Mayotte : +2,11 %).
| 1793 | 1800 | 1806 | 1821 | 1831 | 1836 | 1841 | 1846 | 1851 |
| ---- | ---- | ---- | ---- | ---- | ---- | ---- | ---- | ---- |
| 322  | 317  | 322  | 300  | 339  | 265  | 264  | 327  | 351  |

| 1856 | 1861 | 1866 | 1872 | 1876 | 1881 | 1886 | 1891 | 1896 |
| ---- | ---- | ---- | ---- | ---- | ---- | ---- | ---- | ---- |
| 375  | 399  | 369  | 337  | 336  | 358  | 383  | 422  | 405  |

| 1901 | 1906 | 1911 | 1921 | 1926 | 1931 | 1936 | 1946 | 1954 |
| ---- | ---- | ---- | ---- | ---- | ---- | ---- | ---- | ---- |
| 362  | 330  | 386  | 341  | 346  | 319  | 328  | 418  | 369  |

| 1962 | 1968 | 1975 | 1982  | 1990  | 1999  | 2004  | 2006  | 2009  |
| ---- | ---- | ---- | ----- | ----- | ----- | ----- | ----- | ----- |
| 316  | 324  | 427  | 1 022 | 1 123 | 1 143 | 1 079 | 1 034 | 1 043 |

| 2014  | 2019  | 2022  | - | - | - | - | - | - |
| ----- | ----- | ----- | - | - | - | - | - | - |
| 1 041 | 1 521 | 1 783 | - | - | - | - | - | - |

## Culture locale et patrimoine

### Lieux et monuments
- Église paroissiale Saint-Michel.

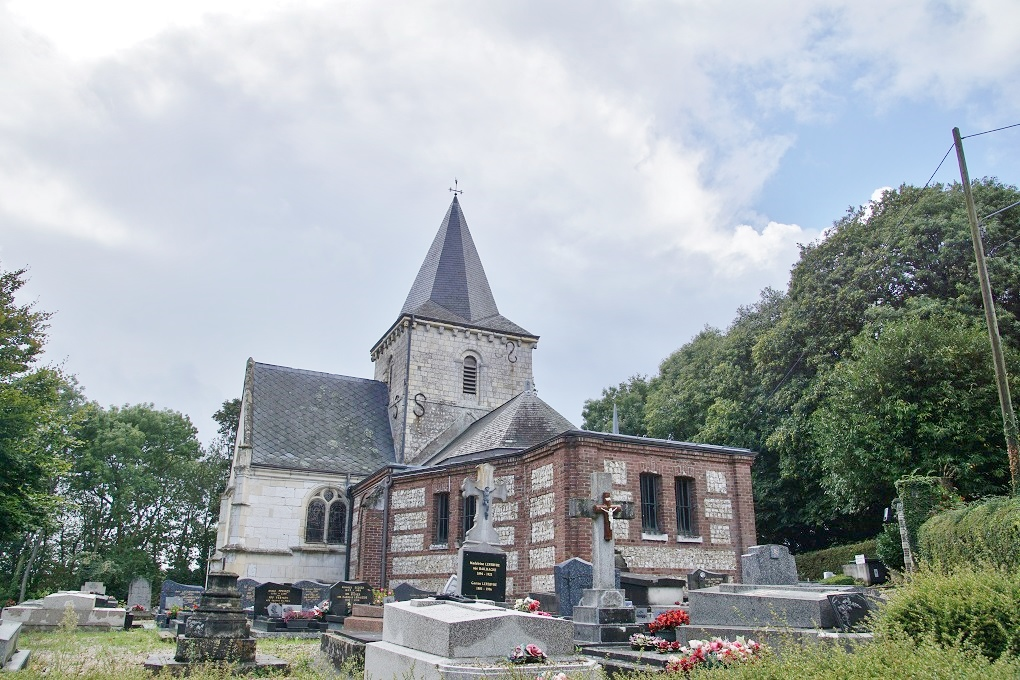
L'église de Fontenay.

- Château du Tôt, privé, situé à la sortie de Fontenay en direction de Mannevillette. La demeure, agrémentée d'un parc, comporte dépendances et maison de gardien. L'artiste sculpteur normand l'Artisien y a réalisé la boîte à lettres ainsi que des échassiers en métal.

### Personnalités liées à la commune
- Charles Louis du Chilleau de La Roche, officier de marine (Fontenay, 26 mai 1738 - Paris, 21 août 1825).

### Héraldique
| Armes de Fontenay | Les armes de la commune de Fontenay se blasonnent ainsi : Écartelé : au 1) et au 4) d’argent à la fontaine de deux bassins jaillissante d’azur, au 2) et au 3) d’azur aux deux fasces d’or ; à la barre de gueules chargé de trois besants d’or brochant sur le tout. |